# Хайнрих IV фон Фюрстенберг
Хайнрих IV фон Фюрстенберг (на немски: Heinrich IV (VI) von Fürstenberg; * ок. 1344, Волфах, Баден; † ок. 15 август 1408) е от 1367 г. до смъртта си граф на Фюрстенберг, ландграф в Баар.

## Произход
Той е син на граф Хайнрих III фон Фюрстенберг († 1367) и съпругата му Анна фон Монфор-Тетнанг († 1373), дъщеря на граф Хайнрих III (IV) фон Монфор-Тетнанг († 1408) и първата му съпруга Уделхилд фон Ринек.

## Фамилия
Първи брак: през 1367 г. с Аделхайд фон Хоенлое-Вайкерсхайм († 6 ноември 1370), дъщеря на граф Крафт III фон Хоенлое-Вайкерсхайм († 1371) и ландграфиня Анна фон Лойхтенберг († 1390). Те имат една дъщеря:
- Анна († пр. 1401), омъжена сл. 1368 г. за граф Валрам III фон Тирщайн (ок. 1345 – 22 май 1403)

Втори брак: Хайнрих IV се сгодява на 6 ноември 1370 и се жени втори път пр. 15 юни 1372 г. за графиня София фон Меркенберг-Цолерн-Шалксбург (* ок. 1345; † сл. 29 март 1427), дъщеря на граф Фридрих III фон Цолерн-Меркенберг-Шалксбург († 1378) и графиня София фон Цолерн-Шлюселберг († 1361). Те имат децата:
- Фридрих († 27 септември 1393)
- Конрад IV († пр. 3 май 1419), граф на Фюрстенберг, господар на Волфах, Хаслах-Хаузен, женен 1412/13 за Аделхайд фон Цвайбрюкен-Бич († сл. 1 октомври 1452)
- Йохан († ок. 1427), каноник във Фрауенфелд и Райхенау
- Егино V (I) († пр. 23 юли 1449), господар на Вартенберг-Гайзинген, ландграф в Баар
- Беатрикс († 27 юли 1433), омъжена I. 1396 г. за Хайнрих II фон Мьомпелгард († 28 септември 1396, Никополис), II. пр. 3 май 1399 г. за граф Рудолф II фон Верденберг-Райнек († 1418/1421)
- София, монахиня в Найдинген
- Агнес († сл. 1418)
- Хайнрих V († 1441), граф на Фюрстенберг-Баар (1408 – 1441), женен I. ок. 1413 г. за Верена фон Хахберг (1392 – 1416), II. пр. 1419 г. за Анна фон Тенген-Неленбург († 1427), III. пр. 14 март 1429 г. за Елизабет фон Лупфен († 1437)